# 栗山友文
栗山 友文（くりやま ともふみ、1981年7月21日 - ）は、岡山県岡山市出身のサッカー指導者。

## 来歴
玉野光南高校では2年次と3年次に全国高校総体に出場し、2年次には全国高等学校サッカー選手権大会にも出場した。高校卒業後は筑波大学に進学し、大学3年次と大学4年時には全日本大学サッカー選手権大会で優勝した。
2007年より清水エスパルスのコーチを務め、2024年12月に退任を発表。

## 所属クラブ・学歴
- 岡山市立操南中学校
- 岡山県立玉野光南高等学校
- 筑波大学

## 指導歴
- 2001年 - 2006年 サンダーズFC コーチ
- 2004年 - 2006年 茨城県立藤代紫水高等学校サッカー部 コーチ
- 2007年 - 2024年 清水エスパルス
  - 2007年 - 2010年 トップチーム アシスタントコーチ
  - 2011年 - 2019年 トップチーム コーチ
  - 2020年 - 2024年 トップチーム コーチ兼分析
- 2025年 - 鹿島アントラーズ テクニカルスタッフ